# Koń buloński

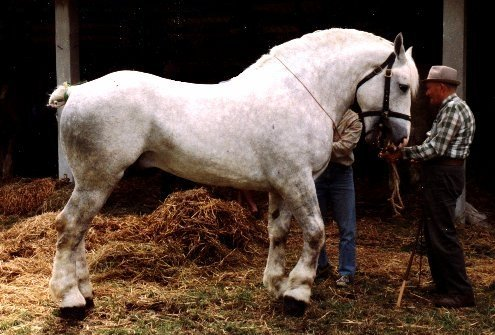
Koń buloński

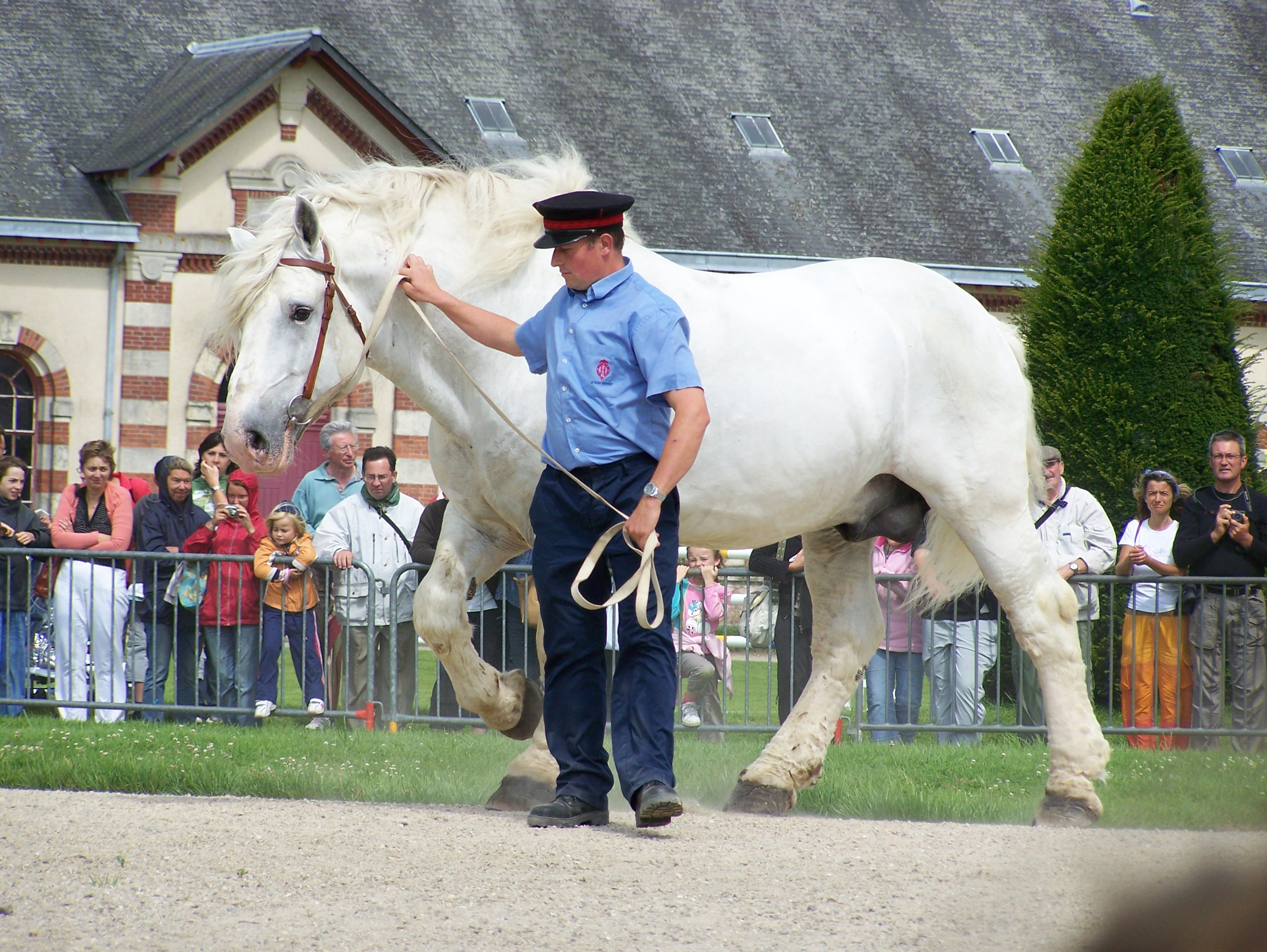
Prezentacja konia bulońskiego ze stada ogierów w Saint-Lô

Koń buloński (fr. boulonnais) – bardzo stara, choć oficjalnie istniejąca od XVII w. rasa konia, która pochodzi z północno-zachodniej Francji.

## Budowa
Koń buloński to zimnokrwisty koń pociągowy, bardzo przyjazny dla ludzi. Jego średni wzrost w kłębie wynosi 150-170 cm.
Konie te wyróżnia dominujące występowanie maści siwej, bywa kasztanowata i gniada. Rasa ta ma głowę w typie konia arabskiego oraz typowo skośnie opadające łopatki. 
Te konie charakteryzuje delikatna i cienka skóra, porównywana do polerowanego marmuru, gdyż spod niej prześwitują naczynia krwionośne.
Konie bulońskie jak na masywne ciało mają swobodną i płynną akcję.

## Historia, pochodzenie
O koniu bulońskim mówi się, że jest arystokratą wśród koni ciężkich, gdyż ma starożytny rodowód.
Kiedyś istniały konie mareyeuse - zwane również petite boulonnais, czyli mały bulończyk. Były one znacznie szybsze i były drobniejszej budowy niż ich krewni - konie bulońskie. Konie mareyeuse całkowicie wyginęły.